# Jonnie Irwin

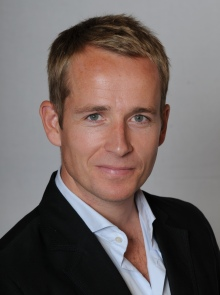
Jonnie Irwin (2010)

Jonathan James „Jonnie“ Irwin (* 18. November 1973 in Bitteswell, Leicestershire; † 2. Februar 2024 in Newcastle upon Tyne) war ein britischer Moderator.

## Leben und Karriere
Jonnie Irwin wuchs in Bitteswell in der Grafschaft Leicestershire auf. Er hatte väterlicherseits irische Vorfahren. Nach seinem Abitur im Jahr 1992 absolvierte er in Birmingham ein Studium der Immobilienwirtschaft. Er war danach einige Jahre lang in diesem Beruf tätig. Er war zudem als Unternehmensberater aktiv.
Einem Millionenpublikum bekannt wurde Jonnie Irwin vor allem ab dem Jahr 2004 durch die Sendung A Place in the Sun – Home or Away, die er gemeinsam mit Jasmine Harman (* 1975) moderierte. Die von dem Sender Channel 4 ausgestrahlte Realityshow entwickelte sich im Laufe der Zeit im Vereinigten Königreich zu einem Quotenhit und es wurden bis zum Jahr 2021 etwas mehr als 200 Folgen produziert und ausgestrahlt. Darüber hinaus moderierte Irwin zahlreiche, verschiedene Teleshopping-Formate und einige Zeit lang die Reality-Gameshows Escape to the Country, Dream Lives for Sale, To Buy or Not to Buy oder auch Escape to Perfect Town bei BBC. In unregelmäßigen Abständen hatte er auch Gastauftritte in verschiedenen Fernsehserien.
Jonnie Irwin heiratete im September 2016 seine langjährige Lebensgefährtin Jessica Holmes, mit der er drei Söhne hatte. Die Familie lebte in Berkhamsted. Im November 2022 wurde öffentlich bekannt, dass Irwin an Lungenkrebs im Endstadium erkrankt ist und deshalb nur noch palliativmedizinisch behandelt werden kann. Die Krankheit war im August 2020 bei ihm diagnostiziert worden. Jonnie Irwin starb am 2. Februar 2024 im Alter von 50 Jahren.

## Moderation
- 2004–2007: A Place in the Sun: Home or Away?
- 2011: Dream Lives for Sale
- 2015: Escape to the Country
- 2017–2022: I Escaped to the Country